# Соловьёвка (Задонский район)
Соловьёвка — деревня Ксизовского сельсовета Задонского района Липецкой области. Имеет одну улицу: Садовая.

## Население
| 2010 |
| ---- |
| 11   |